# Phượng Hoàng (ban nhạc)
Phượng Hoàng là một ban nhạc nổi tiếng với những bài hát nhạc trẻ thuần Việt tại Sài Gòn trước năm 1975. Những thành viên chủ chốt là nhạc sĩ Nguyễn Trung Cang, nhạc sĩ Lê Hựu Hà, ca sĩ Elvis Phương, tay trống Nguyễn Trung Vinh.

## Lịch sử
Tiền thân của Phượng Hoàng là ban nhạc sinh viên Hải Âu thành lập năm 1965 với thành viên chủ chốt là nhạc sĩ Lê Hựu Hà. Lúc ấy, Lê Hựu Hà đã có những bản "Mai Hương", "Chiều Về", "Yêu Em", "Nhớ Thương Em Hoài" nhưng không được chú ý bởi khán giả nhạc trẻ bấy giờ chỉ thần tượng các bản nhạc ngoại quốc. Cũng như những ban nhạc kích động khác, ban Hải Âu thường biểu diễn ở những bar, club Mỹ. Kể từ sau lần tham dự Đại hội Nhạc trẻ tổ chức năm 1966, ban Hải Âu không còn xuất hiện. Lê Hựu Hà tiếp tục kiên nhẫn sáng tác và tin tưởng rằng đến lúc nào đó sẽ đưa được nhạc trẻ lời Việt đến với công chúng.
Đến đầu thập niên 1970, Lê Hựu Hà gặp người bạn đồng hành Nguyễn Trung Cang, nhạc sĩ của ban Rolling Sound để bàn bạc về việc lập một ban nhạc thuần Việt.
Nhờ Hoài Khanh giới thiệu, ban nhạc Phượng Hoàng chính thức ra mắt vào tối 15 tháng 6 năm 1971 tại phòng trà Đêm Màu Hồng của Nghiêm Phú Phi. So với các ban nhạc khác, ban nhạc Phượng Hoàng nổi bật bởi hát nhạc pop, rock thuần Việt do chính thành viên sáng tác là Lê Hựu Hà và Nguyễn Trung Cang. Trong khoảng thời gian độ 6 tháng, ban Phượng Hoàng đến chơi ba ca khúc trong giờ nghỉ của ban nhạc.
Tiếp tục, ban nhạc Phượng Hoàng tìm được giọng ca chính nổi bật là Elvis Phương - lúc đó đã nổi tiếng là thành viên các ban nhạc rock như The Rockin' Stars, Les Vampire, Shotguns.
Sự kiện quan trọng nhất đưa Phượng Hoàng đến với khán giả trẻ là Đại hội Nhạc trẻ tại trường Taberd vào ngày 25/11/1973, tổ chức để giúp nạn nhân lũ lụt miền Trung. Hơn 5000 khán giả đã được nghe Phượng Hoàng trình bày Liên Khúc Một ("Sống Cho Qua Hôm Nay" – "Phiên Khúc Mùa Đông" – "Kho Tàng Của Chúng Ta"), "Yêu Em" (Lê Hựu Hà), "Beautiful Sunday" (Lê Hựu Hà viết lời Việt)
Đầu năm 1974, ban Phượng Hoàng tan rã. Lê Hựu Hà tách nhóm, thành lập ban Mây Trắng gồm ông và Quang Thuận, Tuấn Dũng, Trung Hành, Cao Giảng.
Năm 2019, phim Mắt Biếc sử dụng một số bản nhạc của Phượng Hoàng.
Năm 2021, sách Ban nhạc Phượng Hoàng - The Beatles Sài Gòn được xuất bản nhằm tưởng nhớ ban nhạc. Lợi nhuận từ sách được dùng ủng hộ cho thành viên Nguyễn Trung Vinh.

## Thành viên chính
1. Lê Hựu Hà (guitar, ca phụ)
2. Nguyễn Trung Cang (organ, bass, ca phụ)
3. Elvis Phương (ca sĩ)
4. Nguyễn Trung Vinh (trống)
5. Lê Huy (bass)
6. Như Khiêm (bass)
7. Hoài Khanh (giọng nam)
8. Mai Hoa (giọng nữ)

Thành phần ban đầu của ban Phượng Hoàng gồm: Lê Hựu Hà, Nguyễn Trung Cang, Nguyễn Trung Vinh, Như Khiêm, cùng hai ca sĩ là Hoài Khanh và Mai Hoa. Sau khi hết hợp đồng với phòng trà Đêm Màu Hồng, Phượng Hoàng chuyển sang hoạt động tại Queen Bee và Maxim’s. Do là giọng ca riêng của Đêm Màu Hồng, Hoài Khanh và Mai Hoa rời nhóm. Elvis Phương gia nhập nhóm.
Như Khiêm là thành viên ban Taberd và ban Les Fanatiques. Về sau chơi guitar bass trong ban văn nghệ của Cục Quân Nhu Gò Vấp chung với Lê Hựu Hà.
Trung Vinh là thành viên ban Taberd, khi nhập ngũ thì chơi cho ban văn nghệ Nhảy Dù.

## Thành viên không cố định
Do mâu thuẫn giữa Lê Hựu Hà và Nguyễn Trung Cang, đã có lúc Quốc Trí chơi thay guitar.
Có thời gian, Phùng Thuận chơi trống thay cho Trung Vinh.
Có thời gian, Duy Quang đến thay cho Lê Huy, trong khi Lê Huy chơi thay cho Duy Quang ở ban The Dreamers.
Năm 1973, ban Phượng Hoàng tìm ra một ca sĩ mới tên Huỳnh, nhưng không lâu sau đó Huỳnh mất.

## Những bài hát của nhóm
Danh sách này gồm những bài do ban Phượng Hoàng sáng tác và trình diễn trước năm 1975.
| Tên                                    | Tác giả           | Năm sáng tác |
| -------------------------------------- | ----------------- | ------------ |
| "Bài Ca Ngông"                         | Nguyễn Trung Cang | 1974         |
| "Bài Hát Cho Người Tuổi Trẻ"           | Lê Hựu Hà         | 1971         |
| "Biệt Khúc"                            | Nguyễn Trung Cang | 1973         |
| "Buồn Mà Chi"                          | Nguyễn Trung Cang | 1974         |
| "Chiều Về"                             | Lê Hựu Hà         | 1968         |
| "Còn Nhìn Nhau Hôm Nay"                | Nguyễn Trung Cang | 1974         |
| "Dáng Xưa Đà Lạt"                      | Nguyễn Trung Cang | 1974         |
| "Đêm Dài"                              | Nguyễn Trung Cang | 1970         |
| "Đôi Khi Ta Muốn Khóc"                 | Lê Hựu Hà         | 1971         |
| "Đưa Em Vào Luân Vũ"                   | Nguyễn Trung Cang | 1972         |
| "Gửi Theo Mây Trời"                    | Nguyễn Trung Cang | 1974         |
| "Hãy Ngước Mặt Nhìn Đời"               | Lê Hựu Hà         | 1973         |
| "Hãy Nhìn Xuống Chân"                  | Lê Hựu Hà         | 1971         |
| "Hãy Vui Lên Bạn Ơi"                   | Lê Hựu Hà         | 1971         |
| "Hát Về Cuộc Sống Hôm Nay Và Ngày Mai" | Lê Hựu Hà         | 1974         |
| "Huyền Thoại Người Con Gái"            | Lê Hựu Hà         | 1973         |
| "Hương Thừa"                           | Nguyễn Trung Cang | 1974         |
| "Kiếp Du Ca"                           | Nguyễn Trung Cang | 1974         |
| "Kho Tàng Của Chúng Ta"                | Nguyễn Trung Cang | 1970         |
| "Lời Điều Trần"                        | Nguyễn Trung Cang | 1974         |
| "Lời Người Điên"                       | Lê Hựu Hà         | 1973         |
| "Mặt Trời Đã Lên"                      | Nguyễn Trung Cang | 1971         |
| "Mặt Trời Đen"                         | Nguyễn Trung Cang | 1973         |
| "Một Giấc Mơ"                          | Nguyễn Trung Cang | 1971         |
| "Oẳn Tù Tì"                            | Nguyễn Trung Cang | 1974         |
| "Phiên Khúc Mùa Đông"                  | Lê Hựu Hà         | 1973         |
| "Sống Cho Qua Hôm Nay"                 | Nguyễn Trung Cang | 1970         |
| "Thương Nhau Ngày Mưa"                 | Nguyễn Trung Cang | 1973         |
| "Tình Nhân Loại, Thú Thiên Nhiên"      | Nguyễn Trung Cang | 1972         |
| "Tình Như Sương Khói"                  | Nguyễn Trung Cang | 1973         |
| "Tôi Muốn"                             | Lê Hựu Hà         | 1972         |
| "Xin Một Bóng Mát Bên Đường"           | Nguyễn Trung Cang | 1973         |
| "Yêu Đời Và Yêu Người"                 | Lê Hựu Hà         | 1972         |
| "Yêu Em"                               | Lê Hựu Hà         | 1968         |